# 佐藤晃一 (DJ)
佐藤 晃一（さとう こういち、1月12日 - ）は、日本のDJ、音楽プロデューサー。Sugar Recordings株式会社 元代表取締役社長CEO。DJの名前表記はKOICHI SATO。大阪府出身。

## 来歴
1999年にDJ活動を開始。翌年ロックイベント「CROSSCOUNTER」を主宰。海外ロックバンドのJAPAN TOURオフィシャルパーティとしての開催や、バンドメンバーをゲストDJとして招聘した。数々の海外アーティストとの共演や、FUJI ROCK FESTIVAL、渚音楽祭、THE STAR FESTIVALといった大型野外フェスへ出演。2010年、自身のレーベルSugar Recordingsを立ち上げ、楽曲のリリースやイベントプロデュースを行う。
2011年からは東京へも活動の場を広げ、WOMB、ageHa、代官山AIR、VISIONを中心に活動。デッドマウスのレーベル、MAU5TRAPに所属するMOGUAIの東京公演、BASEMENT JAXX JAPAN TOUR 2011も主宰。
音楽プロデューサーとしては、Sugar Recordingsからのリリースをはじめ、海外のダンスミュージックレーベルからのリリース、海外、国内アーティストの楽曲のリミックス、ラジオ局用のBGM、FLASH制作、国内大手企業などへCM音楽の提供を行っている。
2014年にFM802 DJオーディションに合格し、ラジオDJとして2014年10月にデビュー。FM802で毎週番組DJを担当している。

## 現在の担当番組
なし

## 過去の担当番組
FM802
- 「LNEM 〜エルネム〜」　火曜日担当 (2014年10月-2015年9月)
- 「LNEM 〜エルネム〜」　土曜日担当 (2015年10月-2016年3月)